# Istoria ieroglifică
Istoria ieroglifică este o scriere alegorică a lui Dimitrie Cantemir, în care cărturarul moldovean înfățișează conflictul dintre el și fratele său Antioh Cantemir, pe de o parte, și domnul Țării Românești Constantin Brâncoveanu – susținut de boieri, protectori de pe lângă Înalta Poartă – și domnul Moldovei Mihai Racoviță, pe de alta. Istoria ieroglifică poate fi înțeleasă doar cunoscând cheia („scara”). Cartea a fost scrisă la Constantinopol, în anii 1703 - 1705. Manuscrisul scrierii a fost cumpărat de la urmașii lui Cantemir de către consilierul aulic Nicolae Bantîș-Kamenski și a intrat în 1783 în posesia Arhivelor Ministerului de Externe din Moscova.
Manuscrisul original al romanului Istoria ieroglifică se află în Arhiva de Stat de Acte Vechi a Rusiei, Fondul 181, ms. românesc numărul 1419, cu autograful lui Cantemir, pagină titlu plus 333 file (21,2×16,5 cm). În Biblioteca Academiei Române din București, copia lui Grigore Tocilescu se află în Manuscrisul 321. În Arhivele Statului București se află în microfilmul 18 (copie moscovită).

## Subiectul istoric
Titlul complet al scrierii cunoscute îndeobște ca Istoria ieroglifică este "Istoriia ieroglifică în doasprădzece părți împărțită, așijderea cu 760 de sentenții frumos împodobită, la începătură cu scară a numerelor streine tâlcuitoare."
Subiectul scrierii îl constituie aventurile complicate ale vieții politice a vremii, în care toate personajele sunt animale, dar reprezintă oamenii contemporani cu autorul. Cheia de la sfârșit lămurește numele adevărate ale actorilor romanului.
Istoria ieroglifică este lupta între animale: țara cuadrupedelor este Moldova, cu fiare fioroase : Pardosul (=leopard, Iordache Ruset), Ursul (Vasile vornicul Costache), Lupul (Lupu Bogdan hatmanul), Vulpea (Ilie Țifescu stolnic), Mâță sălbatică (Ilie Cantacuzino, vistiernic, mai înainte comis) și țara păsărilor, Țara Românească, plină de păsări de pradă: Corbul (Constantin Brâncoveanu), Cucunozul (sau Cucuzon =cuc) și Brehnacea, cei doi unchi ai domnului (Mihai și Constantin Cantacuzino), Blendăul (Șerban Greceanu, fratele cronicarului Radu Greceanu, traducătorul Bibliei în l. română), Hărețiul (Radu Golescu, mare comis), la care se adaugă și împărăția peștilor, adică Imperiul Otoman. Povestirea începe cu "adunarea celor două monarhii" , ținută la 1703 la Arnăut-chioi, un sat de lângă Adrianopol, pentru alegerea domnului Moldovei, în locul lui Constantin Duca (Vidra), mazilit. Este ales domn al Moldovei Mihai Racoviță (Struțocămila). Vidra (Constantin Duca) se apără, ținând un discurs după toate regulile retoricii ("Vestita axiomă între cei fizicești filosofi este că cel de asemenea iubește pre cel șie de asemenea..."). Bâtlanul denunță caracterul amfibiu al Vidrei, care la rându-i ironizează dubla înfățișare a Bâtlanului, "pasăre de apă sau pește de aer". Struțocămila (Mihai Racoviță, domnul ales) este prezentat într-o imagine caricaturală, care după "socoteala loghicească" "dobitoc cu patru picioare nu este, pasăre zburătoare nu este, cămilă nu este, Struț aplos nu este, de aer nu este, de apă nu este...".Boierii moldoveni sunt cumpărați cu bani și onoruri de către Constantin Brâncoveanu. Mihai Racoviță capătă și mulți bani vărsați lăcomiei demnitarilor turci. Imperiul Otoman, capiștea (templul) zeiței Pleonexia, este arătat în chip alegoric ca o cetate minunată și bogată, clădită numai pentru pradă și mită. Sosind în Moldova Mihai Racoviță, țara este supusă unei cumplite asupriri de către boieri. Fiarele (boierii) își încep "giungherile" în dobitoace, ceea ce înseamnă "prada boierilor în cei supuși."
Boierii partizani ai lui Racoviță și ai lui Brâncoveanu, bănuind pe cei doi frați Antioh Cantemir (Filul-elefantul, gros la fire) și Dimitrie Cantemir (Inorogul, animal fabulos cu cap de cal și corn în frunte) că ațâță împotriva celor doi domni, hotărăsc să-i prindă și să-i pedepsească. Dimitrie va fi trimis în exil într-o insulă, cu învoirea vizirului, cumpărat cu banii domnului muntean. Șoimul (Toma Cantacuzino) îl cheamă la o întrevedere , dar Cameleonul (Scarlat Ruset), om care trăia numai din intrigi, câștigă încrederea lui Toma și dezvăluie totul poliției turcești (bostangiilor), care îl prinde, însă autorul Istoriei ieroglifice scapă, cum s-a arătat mai sus, dând bani turcilor. Pentru a călăuzi pe cititor, autorul a așezat la sfârșitul scrierii o "cheie", pe care o denumește "Scara a numerelor și cuvintelor streine tâlcuitoare", atât pentru persoanele trecute în text cu nume de animale, cât și pentru diferitele alegorii reprezentate de expresii poetice sau mai puțin poetice. "Este o carte în gustul artei barocului, cu umflarea ornamentelor care acoperă și ascund linia arhitectonică a subiectului... dar în spatele acestei luxuriante ornamentații se pot găsi o mulțime de fapte istorice și de idei politico-sociale și filozofice de cel mai mare preț" ( după P.P.Panaitescu, op.cit., p. 79).
Romanul abundă în expresii plastice: Vidra e "jigania cu talpă de gâscă, cu colții de știucă", Dulful (balena) e "porc peștit" și "pește porcit". În Istoria ieroglifică este folosită literatura populară, sunt menționate proverbe și zicători, ca acestea: "Lupul părul după vremi își schimbă, iară din firea lui nu iase", sau "Cine nu vrea să frământe , toată ziua cerne". Lumea orientală cu farmecul ei exotic apare în descrierea vânătorii de elefanți în India, în descrierea palatelor fantastice pe apa Nilului, în care vedem scări de marmură, ceardace ce se întind deasupra apelor, străzi cu colonade acoperite pe margini. Și basmele populare sunt invocate în roman, când autorul vorbește de "zmeul" care "capul cu coada să-și împleticească". Sunt înfățișate și frumusețile vieții populare din țară., poezia obiceiurilor moldovenești. Iată un alai de nuntă, transpus în lumea animalelor: "țânțarii cu fluere, grierii cu surle, albinele cu cimpoi cântec de nuntă cântând, muștile în aer și furnicile pre pământ, mari și lungi danțuri rădicară, iar broaștele toate împreună cu brotăceii din gură cântec cu acesta în versuri tocmit cânta." (citat în P. P. Panaitescu, op.cit., p. 90). Limba folosită de Cantemir păstrează fonetica limbii subdialecticului moldovenesc, cu multă savoare și prospețime.